# Peter Pfälzner
Peter Pfälzner (* 1960 in Nürnberg) ist ein deutscher Vorderasiatischer Archäologe.

## Leben
Peter Pfälzner kam schon während der Schulzeit im Bildungszentrum der Stadt Nürnberg mit Archäologie in Kontakt. Von 1979 bis 1986 studierte er Altorientalistik, Klassische Archäologie sowie Ur- und Frühgeschichte an der Universität Tübingen und der Freien Universität Berlin. 1991 wurde Pfälzner in Berlin promoviert; seine Dissertation hatte das Thema Die Entwicklung der Keramik vom 14. bis zum frühen 11. Jahrhundert v. Chr. im nördlichen Mesopotamien. Es schloss sich bis 1992 eine Anstellung als wissenschaftlicher Mitarbeiter am Seminar für Vorderasiatische Altertumskunde an der FU Berlin an. 1993/94 war er Lehrbeauftragter an der Universität des Saarlandes in Saarbrücken, und 1994/95 wissenschaftlicher Mitarbeiter an der Universität Halle, wo er auch mit einer Arbeit zum Thema Haus und Haushalt. Wohnformen des 3. Jahrtausends v. Chr. in Nordmesopotamien habilitiert wurde. In Halle schloss sich 1995/96 eine Privatdozentur an. 1996 war er zudem Heisenberg-Stipendiat und wurde auf den Lehrstuhl für Vorderasiatische Archäologie an die Universität Tübingen berufen. Pfälzner leitete mit Michel Maqdissi und Daniele Morandi von 1999 bis 2011 die Ausgrabung von Qatna.
Er ist korrespondierendes Mitglied des Deutschen Archäologischen Instituts.

## Schriften (Auswahl)
- Mittanische und mittelassyrische Keramik. Eine chronologische, funktionale und produktionsökonomische Analyse (= Berichte der Ausgrabung Šēḫ Ḥamad/Dūr-Katlimmu. Bd. 3). 2 Bände. Reimer, Berlin 1995, ISBN 3-496-02505-0.
- Haus und Haushalt. Wohnformen des dritten Jahrtausends vor Christus in Nordmesopotamien (= Damaszener Forschungen. Bd. 9). von Zabern, Mainz 2001, ISBN 3-8053-2416-2 (Zugleich: Halle, Universität, Habilitations-Schrift, 1995).
- (als Hrsg.): Interdisziplinäre Studien zur Königsgruft von Qatna (= Qatna-Studien, Bd. 1). Harrassowitz, Wiesbaden 2011, ISBN 978-3-447-06541-2.
- mit Betina Faist: Eine Geschichte der Stadt Mardama(n). In: Jessica Baldwin, Jana Matuszak, Manuel Ceccarelli (Hrsg.): mu–zu an–za3–še3 kur–ur2–še3 ḫe2–ĝal2. Altorientalistische Studien zu Ehren von Konrad Volk (= Dubsar. 17). Zaphon, Münster 2020, ISBN 978-3-96327-102-1, S. 347–389.